# Miguel I (obispo)
Miguel I (Asturias, ¿? - ¿? 4 de octubre de 1292), religioso castellano, abad de San Quirce en la diócesis de Burgos. Fue obispo de Oviedo entre los años 1290 y 1292. 
Fue elegido estando en Roma, donde el Papa Nicolás IV le dio una carta para el rey Sancho IV recomendándolo como nuevo obispo y tomó posesión el 20 de julio de 1290. Estando Sancho IV en la diócesis de Oviedo el 24 de mayo de 1291, confirmó a petición del obispo la donación hecha a la catedral de Oviedo por Alfonso X el Sabio, su padre, al igual que confirmó todos los privilegios anteriores; y en abril del año siguiente el propio rey concede otro privilegio para nombrar jueces, alcaldes y notarios en la Puebla de Roboredo, entre los ríos Navia y Ove.
Era un hombre culto y de letras. A su muerte donó al obispado su biblioteca que constaba de 49 títulos variados. Estos datos se saben gracias al inventario que tuvo que hacer años más tarde Gutierre de Toledo como garantía de una operación económica.
| Predecesor: Pelegrín | Obispo de Oviedo 1290 - 1292 | Sucesor: Fernando Álvarez |